# Serviço Policial da Irlanda do Norte
O Serviço Policial da Irlanda do Norte,  em língua inglesa, Police Service of Northern Ireland (PSNI), é a Polícia da Irlanda do Norte, corporação integrada por servidores civis, com atribuições de polícia judiciária investigativa e polícia preventiva uniformizada. 
Tem a sua origem na Royal Ulster Constabulary (RUC), fundada em 1 de junho de 1922 e transformada na atual corporação a partir de 4 de novembro de 2001, pelo Police Act 2000.
A RUC, por ter intervindo nos distúrbios civis do país e ter seus membros acusados de discriminação e violações dos direitos humanos, teve a sua atuação contestada por significativa parcela da população.
O Serviço Policial da Irlanda do Norte tem por finalidade tornar a região  mais segura para todos através de um  policiamento moderno, profissional e integrado aos interesses da comunidade.  Busca a identificação das questões de segurança e a sua solução através de um trabalho conjunto com a comunidade. Procura aperfeiçoar o serviço policial  para que todos possam se orgulhar dele.
São seus valores: 
- Honestidade e acessibilidade
- Equidade e cortesia
- Parcerias, bom desempenho, profissionalismo
- Respeito aos direitos humanos

## Organização
A Polícia da Irlanda do Norte, dirigida por um Chefe de Polícia (Chief Constable), com sede central em Knock, Belfast, esta dividida em 12 departamentos e 8 distritos que abrangem 79 delegacias (stations). Possui um efetivo de 9.200 policiais:
- Distrito A

North Belfast, West Belfast 
- Distrito B

East Belfast, South Belfast 
- Distrito C

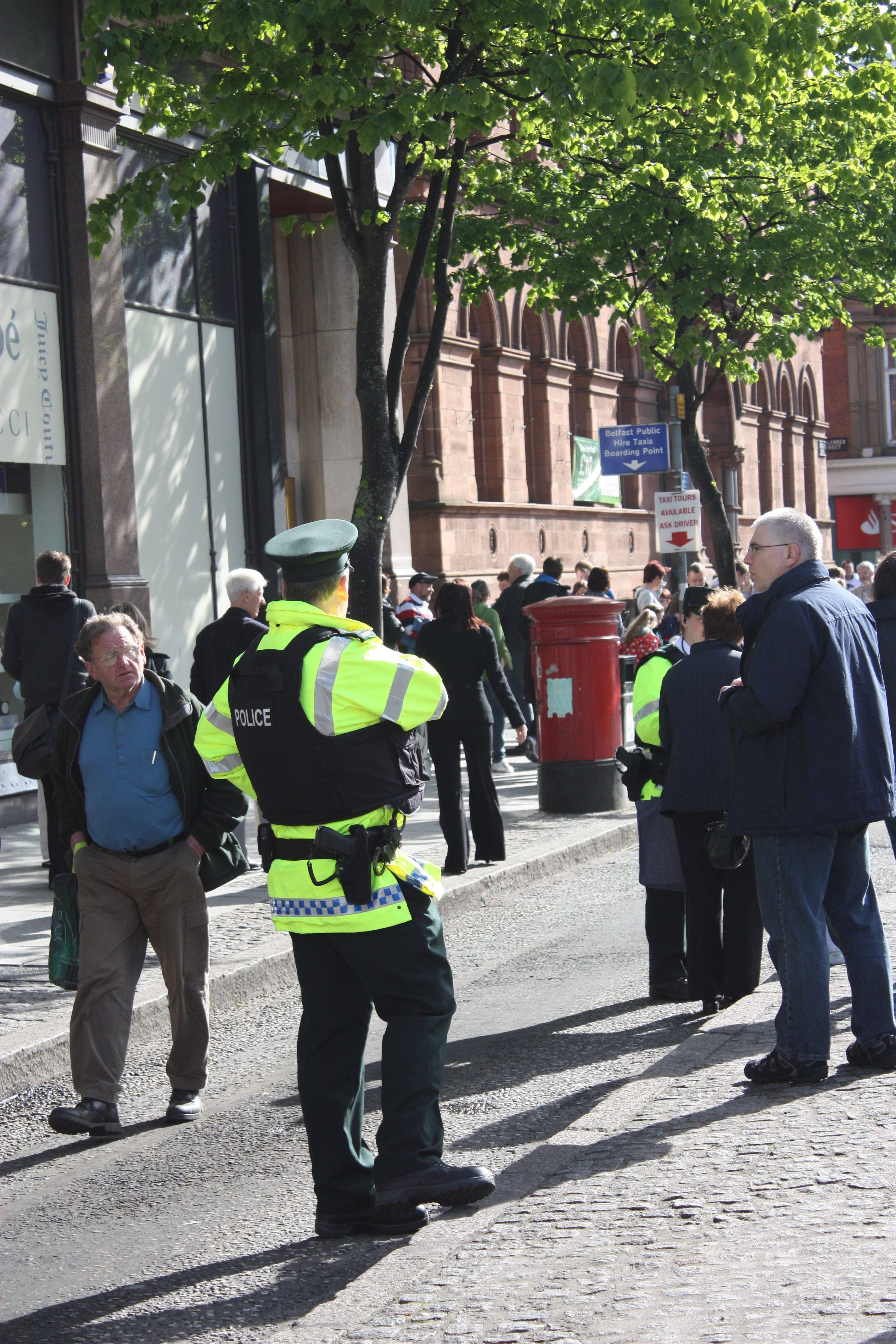
O Constable

Ards, Castlereagh, Down, North Down 
- Distrito D

Antrim, Carrickfergus, Lisburn, Newtownabbey 
- Distrito E

Armg, Banbridge, Craigavon, Newry and Mourne 
- Distrito F

Cookstown, Dungannon and South Tyrone, Fermanagh, Omagh 
- Distrito G

Foyl, Limavady, Magherafelt, Strabane 
- Distrito H

Ballymen, Ballymoney, Coleraine, Larne, Moyle

## Hierarquia policial
- Chief Constable (Chefe de Polícia)

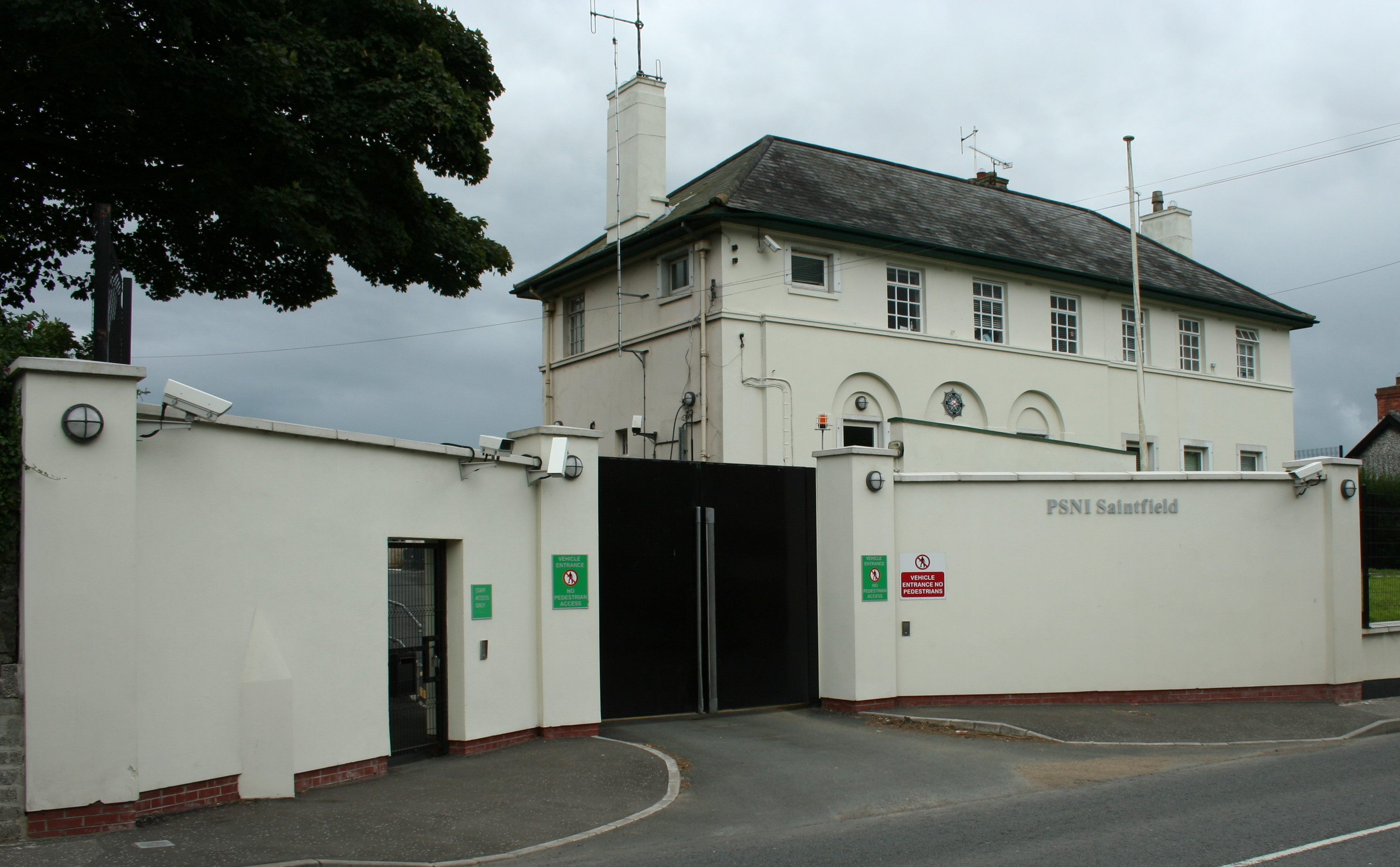
Delegacia de Saintfield

- Deputy Chief Constable (Subchefe de Polícia)
- Assistant Chief Constable (Assistente do Chefe de Polícia)
- Chief Superintendent (Superintendente Chefe)
- Superintendent (Superintendente)
- Chief Inspector (Inspetor Chefe)
- Inspector (Inspetor)
- Sergeant (Sargento)
- Constable (Policial)
- Reserve Constable (Reserva policial)

## Equipamento

### Armamento

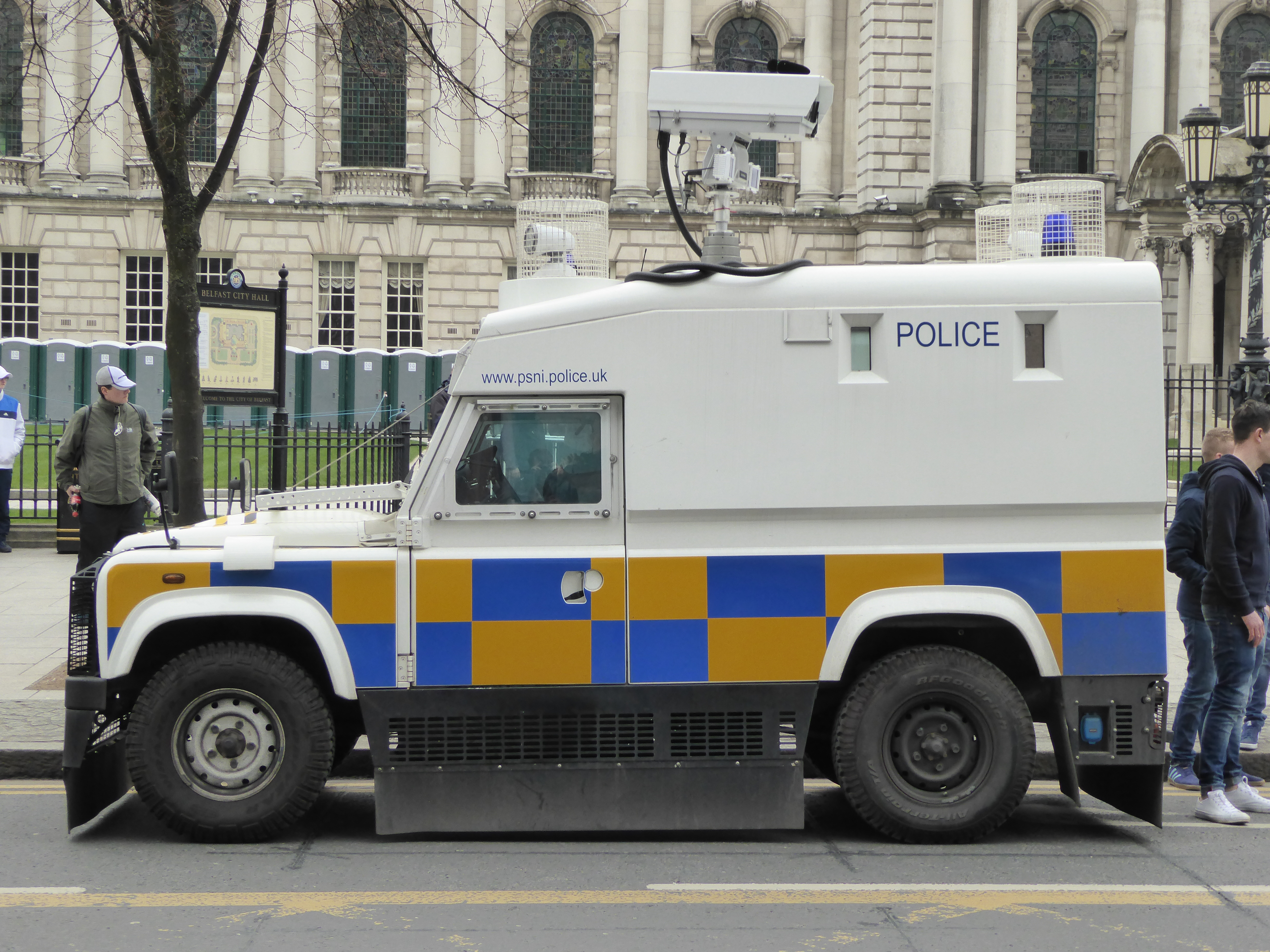
Blindado da PSNI

- Pistola Glock 17
- Submetralhadora Heckler & Koch MP5
- Rifles Heckler & Koch G3, G36C ou HK33

### Locomoção
- Blindado Land Rover Tangi;
- Automóveis MG ZT, Skoda Octavia, Vauxhall Vectra, Ford Mondeo, Volkswagen Passat;
- Veículos 4X4, como Mitsubishi Shogun e Range Rover;
- Carros de grande potência como o Volkswagen Golf R32, Vauxhall Vectra VXR e Mitsubishi Lancer Evolution;
- Motocicletas BMW R 1200 RT;
- Helicópteros Eurocopter EC 135 e o novo Eurocopter EC 145

## Proibições legais
No Reino Unido, onde o direito é consuetudinário, membros do Partido Nacional Britânico (BNP), do Combat 18 (C18) e do British National Front estão proibidos de integrarem a polícia e os serviços prisionais, por suspeita de estarem ligados ao assassinato de imigrantes e de membros de minorias étnicas, e pela publicação da revista Redwatch, com informações pessoais de opositores políticos e jornalistas.